# Cena oparta na planowanym zwrocie akumulacji
Cena oparta na planowanym zwrocie akumulacji (ang. target return price) – cena ustalana przez większość dużych przedsiębiorstw wytwarzających towary niemarkowe oraz sprzęt inwestycyjny. 
Podstawą kalkulacji ceny jest przewidywana wielkość sprzedaży w kolejnym okresie. Ustala się wielkość kosztów produkcji (cena prosta) w planowanym okresie oraz ogólną wartość inwestycji. 
Następnie określa się procent zwrotu akumulacji (inwestycji), który dodawany jest do kosztów stałych, i otrzymywaną sumę dzieli się przez liczbę planowanych jednostek produkcji. W ten sposób uzyskuje się wielkość kosztów stałych i zwrot akumulacji na jednostkę produkcji, do której dodawane są koszty zmienne na jednostkę produkcji. 
Suma tych kosztów na jednostkę produkcji jest przewidywaną ceną wyrobu. 
Występuje w dwóch wariantach: krótko i długookresowym, które zawierają te same elementy. Różnica polega na przyjęciu w wariancie długookresowym pewnego założenia odnośnie do stopnia wykorzystania mocy wytwórczych przedsiębiorstwa. 
Wariant długookresowy zakłada możliwość zmian koniunkturalnych, a więc okresy wzrostu i spadku popytu na wytwarzane wyroby. W takim przypadku za podstawę kalkulacji przyjmowane jest średnie wykorzystanie mocy wytwórczych przedsiębiorstwa w wysokości około 80%.